# Битка код Хадријанопоља (1205)
Битка код Хадријанопоља вођена је 14. априла 1205. године између Другог бугарског царства са једне и Латинског царства са друге стране. Битка је завршена одлучном победом Бугара.

## Битка
Први пад Цариграда (1204) ујединио је остатке Византинаца са Бугарима који склапају савез. Бугарско царство објављује рат Латинском царству, формираном на рушевинама Византије. Бугарско-латински ратови трајаће све до 1261. године, до поновне обнове Византијског царства. Прва битка одиграла се код Хадријанопоља. Бугари су добили битку захваљујући вештој заседи коју су поставили уз помоћ својих савезника Кумана и Грка. Око 300 латинских ратника је убијено, а Балдуин I Фландријски је одведен у заробљеништво где је и умро. Бугари освајају већи део Тракије и Македоније. Латински престо преузео је Хенрик Фландријски. Убрзо Калојан склапа савез са Никејом против крсташких држава.
Податке о бици код Хадријанопоља пружају нам хронике Жофроа де Вилардуена.

## Праисторија
Латини (и Млечани) су опседали Бугаре код Хадријанопоља од 29. марта 1205. године. Калојан је сакупио помоћну војску Бугара, Влаха и Кумана која је бројчано надмашила Латине. Међутим, латинска војска се састојала од већине победоносних витезова који су опљачкали Цариград. 14. априла избила је битка између две војске.

## Локација
Бојно поље још увек није тачно одређено. Неки историчари попут Николаја Овчарова сумњају да се налази на ушћу реке Арде у реку Марицу.

## Курс битке
Бугарски цар је само лукавством могао да победи надмоћну тешку коњицу Латина. Са куманском лаком коњицом прво је узнемиравао витезове у њиховом логору. Бесно су узели оружје и кренули у потеру за Куманима, игноришући њихов борбени ред. Међутим, куманске снаге су их довеле до мочварног места где је чекао остатак бугарске војске. У замку, тешки коњи нису могли да искористе своју покретљивост и на крају је бугарским трупама било лако да одгурну јахаче са коња и убију их. У крвавој бици је страдало више од 300 латинских витезова (тј. скоро сви), а цела латинска војска је уништена. Цар Балдуин И је био заробљен и ослепљен, касније је преминуо у бугарском заточеништву. Његово место погибије у Царевец тврђави у Великом Трнову која и данас носи његово име – „Балдуинова кула” (Балдуинова кула). Дужд Енрико Дандоло је побегао рањен у Цариград, где је на крају преминуо од задобијених повреда.